# جونيور هوتشو
جونيور هوتشو هوري (مواليد 30 ديسمبر 2000)، هو لاعب كرة قدم افواري يلعب كمدافع يلعب حالياً في نادي حتا.

## مسيرة اللاعب
لعب في نادي حتا ونادي التعاون.

## روابط خارجية
جونيور هوتشو على موقع قاعدة بيانات كرة القدم.إي يو (الإنجليزية)
- جونيور هوتشو على موقع Soccerway.com (الإنجليزية)

لا توجد روابط لمواقع التواصل الاجتماعي.